# Paucidentomys vermidax
Paucidentomys vermidax — вид гризунів, описаний у 2012 році.
Два екземпляри Paucidentomys vermidax було виявлено у двох точках на Філіппінах і в Індонезії в зоні вологих лісів на висоті 1500—2000 м канадськими дослідниками, а також їхніми колегами з Індонезії та Австралії. Незвичайних тварин виділили в новий рід і вид.
На Філіппінах і в Індонезії мешкають так звані землерийкові щури (англ. shrew-rats), які являють собою не природну групу, а групу видів, що утворилася в результаті конвергентної еволюції. Ці види мають характерну подовжену морду, схожу на морду землерийки, і не дуже виражені різці, іноді навіть без емалі. Нижні різці довгі, тонкі і майже горизонтальні. Зрозуміло, що за допомогою таких різців гризти не дуже зручно. Це один із прикладів дегенерації серед гризунів.
Новий вид відрізнявся від відомих землерийкових щурів повною відсутністю корінних зубів і незвичайними верхніми різцями. Верхні різці були досить короткі, з двома горбками, що абсолютно не відповідає гризучому ротовому апарату. Нижні різці були схожі на різці інших представників землерийкових щурів — тонкі, довгі і сланкі.
В одного з двох звірків було досліджено вміст шлунка. Автори пишуть, що шлунок був повністю забитий шматочками дощових черв'яків. Нічого іншого в шлунку знайдено не було. Припускається, що P. vermidax живитися виключно дощовими черв'яками, яких він може лише розривати на шматочки своїми слабкими різцями. Назва виду vermidax перекладається як «пожирач черв'яків».
Порівнюючи новий вид з відомими видами землерийкових щурів, автори вказують на один рід, Rhynchomis, представники якого найбільш близькі з новим видом екологічно. У Rhynchomis корінні зуби сильно скорочені (хоча все-таки присутні) і, швидше за все, вони не дуже й потрібні. Спосіб життя цих звірків не зовсім детально вивчений, але вони, швидше за все, також харчуються м'якотілими безхребетними, розриваючи м'який ґрунт у вологих лісах. Примітно, що Paucidentomys і Rhynchomis досить далекі один від одного на філогенетичному дереві, тобто спостерігається чудовий приклад конвергентної еволюції.

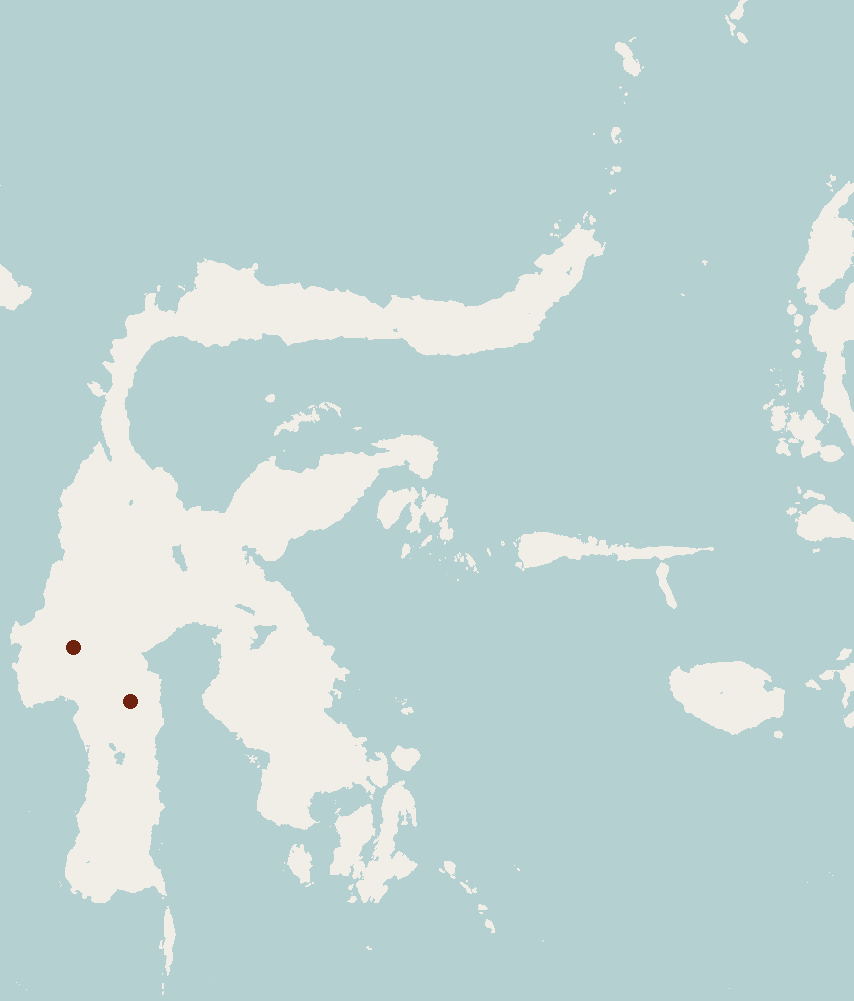
Географічне поширення Paucidentomys vermidax (згідно з музейними зборами)

## Джерело
- Jacob A. Esselstyn, Ananag Setiawan Achmadi, Kevin C. Rowe. Evolutionary novelty in a rat with no molars // Biology Letters. — 2012. — Published online 22.08.2012.

## Ресурси Інтернета
- Открыт новый вид грызуна, не умеющий грызть [Архівовано 13 вересня 2012 у Wayback Machine.]